# Pseudomussardia congoensis
Pseudomussardia congoensis – gatunek chrząszcza z rodziny kózkowatych i podrodziny zgrzypikowych. Jedyny przedstawiciel rodzaju Pseudomussardia.

## Zasięg występowania
Gatunek ten występuje w Demokratycznej Republice Konga.